# Port de Cabús
Port de Cabús (2302 m) je planinski prijevoj u Pirenejima na andorsko-španjolskoj granici koji povezuje župu La Massana s Alinsom u Kataloniji, Španjolska. Cesta je asfaltirana na andorskoj strani, ali ne i na španjolskoj.
Propusnica je pravna anomalija jer ondje nema graničnih kontrola, unatoč tome što čini vanjsku granicu schengenskog područja, koja obično uključuje robusne provjere putovnica.

## Vanjske poveznice
|  | Zajednički poslužitelj ima još gradiva o temi Port de Cabús |

- [neaktivna poveznica]
- Port de Cabús - climbbybike.com  Arhivirana inačica izvorne stranice od 4. ožujka 2016. (Wayback Machine)